# Burgstall Untersteinach
Der Burgstall Untersteinach bezeichnet eine abgegangene Burg am linken Schorgastufer gegenüber der „Drahtmühle“ in Untersteinach im Landkreis Kulmbach in Bayern.
Die vermutlich vor 1633 zerstörte Burganlage, als deren Besitzer in der Zeit von 1422 bis 1432 die Herren von Guttenberg genannt werden, wurde um 1344 als „befestigter Hof“ erwähnt.